# Adiam Dymott
Adiam Dymott, född 17 december 1982 i Uppsala, är en svensk sångerska.
Dymott framträdde med låten "Miss You" på P3 Guld 2009 tillsammans med Thomas Rusiak, Harri Mänty, Mattias Bärjed. "Miss You" släpptes som singel och nådde i februari 2009 topp 10 på Sverigetopplistan. Hennes första album, Adiam Dymott, som producerades av Thomas Rusiak, gavs ut på den 18 mars 2009. I duett med Björn Dixgård släppte hon 2010 singeln "Catch Me If You Can".

## Diskografi

### Album
- Adiam Dymott  (2009)

### Singlar
- Miss You (2009)
- Pizza (2009)
- Catch Me If You Can (2010)